# Moody (Teksas)
Moody – miasto w Stanach Zjednoczonych, w stanie Teksas, w hrabstwie McLennan.